# Brendan Meyer

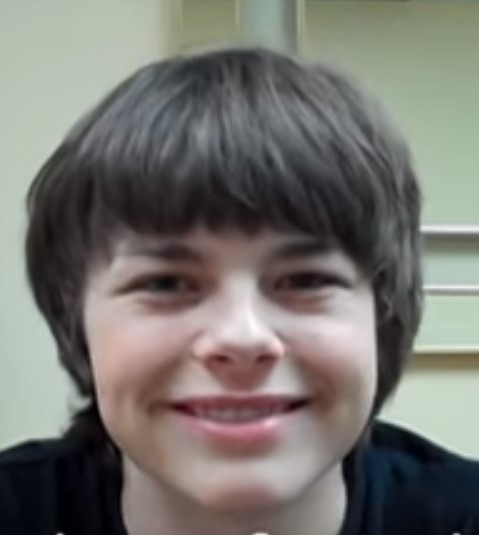
Brendan Meyer (2012)

Brendan Meyer (* 2. Oktober 1994 in Kitchener-Waterloo, Ontario) ist ein kanadischer Schauspieler.

## Leben und Karriere
Brendan Meyer wurde im Oktober 1994 in Kitchener-Waterloo in der kanadischen Provinz Ontario geboren. Er genoss Heimunterricht, statt eine öffentliche Schule zu besuchen. Seine Schauspielkarriere begann im Alter von elf Jahren, als er eine Nebenrolle im November 2005 erschienenen Sportbiografiefilm Waking Up Wally: The Walter Gretzky Story spielte. Es folgten mehrere Auftritte in Filmen, unter anderem Zahnfee auf Bewährung, und Fernsehserien. Seinen Durchbruch erreichte er 2007, als er eine Hauptrolle in der britisch-kanadischen Abenteuerserie Dinosapien spielte. Seit 2011 ist er in der Titelrolle des Adam Young in der kanadischen Jugendserie Mr. Young zu sehen. 2012 war er an der Seite von Olivia Holt im Disney Channel Original Movie Monster gegen Mädchen zu sehen.

## Filmografie (Auswahl)
- 2005: Waking Up Wally: The Walter Gretzky Story
- 2006: For the Love of a Child
- 2007: The Secret of the Nutcracker
- 2007: Dinosapien (Fernsehserie, 15 Folgen)
- 2007: Blood Ties – Biss aufs Blut (Blood Ties, Fernsehserie, eine Folge)
- 2008: A Pickle (Kurzfilm)
- 2009: Christmas in Canaan
- 2010: Zahnfee auf Bewährung (Tooth Fairy)
- 2010–2013: R. L. Stine’s The Haunting Hour (Fernsehserie, 5 Folgen)
- 2011–2013: Mr. Young (Fernsehserie)
- 2012: Monster gegen Mädchen (Girl vs. Monster, Fernsehfilm)
- 2014: CSI: Vegas (CSI: Crime Scene Investigation, Fernsehserie, eine Folge)
- 2014: The 100 (2 Folgen)
- 2014: The Guest
- 2015: Motive (Fernsehserie, 1 Folge)
- 2015: Backstrom (Fernsehserie, 1 Folge)
- 2015–2016: Fear the Walking Dead: Flight 462 (Webserie)
- 2015, 2016: iZombie (Fernsehserie, 2 Folgen)
- 2016: Fear the Walking Dead (Fernsehserie, Folge 2x03)
- 2016–2019: The OA (Fernsehserie, 12 Folgen)
- 2019: Die Farbe aus dem All (Color Out of Space)

## Auszeichnungen
| Tabellarische Übersicht der Auszeichnungen und Nominierungen | Tabellarische Übersicht der Auszeichnungen und Nominierungen | Tabellarische Übersicht der Auszeichnungen und Nominierungen | Tabellarische Übersicht der Auszeichnungen und Nominierungen                                              | Tabellarische Übersicht der Auszeichnungen und Nominierungen |
| Jahr                                                         | Auszeichnung                                                 | Für                                                          | Kategorie                                                                                                 | Resultat                                                     |
| ------------------------------------------------------------ | ------------------------------------------------------------ | ------------------------------------------------------------ | --- | ------------------------------------------------------------ |
| 2010                                                         | Young Artist Award                                           | Christmas in Canaan                                          | Best Performance in a TV Movie, Miniseries or Special – Leading Young Actor                               | Nominiert                                                    |
| 2010                                                         | Young Artist Award                                           | The Assistants                                               | Best Performance in a TV Series – Guest Starring Young Actor 14 and Over                                  | Nominiert                                                    |
| 2014                                                         | Leo Awards                                                   | CSI: Vegas                                                   | Young Actor Age 16-19 in a TV Series Drama or Comedy Guest Starring or Principal Role                     | Gewonnen                                                     |
| 2014                                                         | Leo Awards                                                   | Mr. Young                                                    | Young Actor Age 10-19 or Younger in a TV Series Comedy/Action Leading Role                                | Nominiert                                                    |
| 2014                                                         | Leo Awards                                                   | The Christmas Ornament                                       | Young Actor in a Feature Film, Made for Television/Straight to Video Feature Principal or Supporting Role | Nominiert                                                    |
| 2015                                                         | Leo Awards                                                   | Motive                                                       | Best Actor in a TV Action Guest Starring Role                                                             | Gewonnen                                                     |
| 2015                                                         | Leo Awards                                                   | Garage Sale Mystery: All That Glitters                       | Best Actor in a Made for TV/Straight to Video Feature Leading Role                                        | Nominiert                                                    |